# H2 (만화)
《H2》는 아다치 미츠루의 소년만화 작품이며, 고교야구를 테마로 한 장편 야구만화이다. 1992년부터 1999년까지 주간 소년 선데이에서 연재되었다. 영상물로는 1995년에 텔레비전 애니메이션이, 2005년 TBS에서 《H2~너와 있던 날들》이라는 제목으로 텔레비전 드라마로 방영되었다.(사실 정통스포츠물이라기보단 야구를 테마로 한 러브코미디물에 가깝다.)

## 개요
쿠니미 히로, 타치바나 히데오, 노다 아츠시는 세이난 중학교 야구부를 지역 대회 우승으로 이끈 주역이다. 그리나 히데오가 야구 명문 메이와 제일고에 진학한 데 비해 히로는 팔꿈치, 노다는 허리의 문제로 야구부가 없는 센카와 고등학교에 진학, 각각 축구, 수영을 새로운 스포츠로 선택한다. 그러나 센카와 고등학교에는 “야구 동호회”가 있었다.즉, 정식야구부가 없었다.
돌팔이 의사 우에다케가 허위 진단을 한 것을 안 두 사람은, 각 각의 사연을 가진 야나기와 키네 등등과 함께 야구 동호회에서 야구부로 승격시키고 고시엔 출장과 히데오를 이기기 위한 목표로 싸워나가기 시작한다.
야구적인 측면 말고도 쿠니미 히로는 중학교 1학년 때 아마미야 히카리를 가장 친한 친구인 타치바나 히데오에게 소개해주고 둘의 사랑을 이어 주었지만 뒤늦게 자신이 히카리를 좋아한다는 것을 알고 미묘한 삼각관계를 형성한다.

## 등장인물
- 쿠니미 히로(国見比呂)(성우 - 후루모토 신노스케)
- 타치바나 히데오(橘英雄)(성우 - 미야모토 미츠루)
- 아마미야 히카리(雨宮ひかり)(성우 - 이마무라 케이코)
- 코가 하루카(古賀春華)(성우 - 스즈키 마사미)
- 노다 아츠시(野田敦)(성우 - 츠다 켄지로)
- 키네 류타로(木根竜太郎)(성우 - 타케나카 신이치)
- 야나기 모리미치(柳守道)(성우 - 이자키 히사요시)
- 사가와 슈지(佐川周二)(성우 - 히야마 노부유키) 外

## 텔레비전 애니메이션
아사히 방송 제작, TV 아사히 계열에서 1995년 6월 1일~1996년 3월 21일 간에 방영. 2005년 1월 8일부터 드라마와 연동되어 마이니치 방송에서 17:30~18:00 사이에 재방송되고 있다.

## 비고
히로-히데오의 친구이자 라이벌관계는 85년 오사카 PL학원의 고시엔 우승멤버인 쿠와타 마스미-키요하라 카즈히로에서 모티브를 얻은 것으로 보인다. 실제로 팀의 이 동갑내기 에이스와 4번타자는 졸업후 요미우리 자이언츠에 입단을 희망했으나 드래프트에서 구와타만 요미우리로 지명되고 기요하라는 세이부 라이온즈로 지명되어 프로에서 맞대결하는 구도가 되었었다.
노다 아츠시의 모티브는 야쿠르트 스왈로즈의 안경포수로 유명했던 후루타 아츠야.